# Пестово (Великосельське сільське поселення)
Пестово (рос. Пестово) — присілок в Старорусському районі Новгородської області Російської Федерації.
Населення становить 2 особи. Входить до складу муніципального утворення Великосельське сільське поселення.

## Історія
Від 2004 року входить до складу муніципального утворення Великосельське сільське поселення.

## Населення
| 2010 | 2011 | 2012 | 2013 |
| ---- | ---- | ---- | ---- |
| 3    | ↘1   | →1   | ↗2   |